# Leicester City Football Club 2011-2012
Questa voce raccoglie le informazioni riguardanti il Leicester City Football Club nelle competizioni ufficiali della stagione 2011-2012.

## Divise e sponsor
Lo sponsor tecnico per la stagione 2011-2012 è BURRDA, mentre lo sponsor ufficiale è King Power e Amazing Thailand compare sul retro delle divise.

## Risultati

### Football League Championship

#### Girone di andata
| Arbitro: | Mathieson |

|                                             |           |                          |
| Vassell 3’ Wellens 22’ Lambert 45+3’ (aut.) | Marcatori | 28’ Harding 53’ Connolly |

| Arbitro: | Linington |

|                              |           |               |
| Baldock 20’, 71’ Faubert 22’ | Marcatori | 59’, 75’ King |

#### Girone di ritorno
| Arbitro: | Ilderton |

|              |           |                       |
| Beckford 34’ | Marcatori | 39’ Reid 58’ Collison |